# Воробьёв, Владислав Владимирович
Владисла́в Влади́мирович Воробьёв (род. 27 сентября 1972, Рязань) — российский пилот водно-моторного транспорта, профессиональный спортсмен экстремального вида спорта — аквабайка в категории Freestyle.
Бронзовый призёр UIM (2019), обладатель Кубка Москвы по аквабайку (2021) в категории Freestyle.

## Биография
Родился в семье специалиста по металлообработке (отец) и провизора (мать) в Рязани. Школьные годы провёл в Гимназии № 2 им. Павлова. Высшее образование получил в Рязанском государственном радиотехническом университете им. В. Ф. Уткина на факультете конструирования электронно-вычислительной аппаратуры. Также обучался в МЭСИ на факультете стратегического управления.

## Личная жизнь
В свободное время занимается развитием экскурсионных полётов по Рязани и преподаёт мастер-классы по пилотированию.

## Достижения и победы
- 2016 — первое место в категории фрирайд[2]
- 2019 — бронзовый призёр UIM[1]
- 2019 — восьмое место UIM[3]
- 2021 — обладатель Кубка Москвы[4]